# Volts
Volts — студійний альбом гурту AC/DC, випущений у 1997 році у збірці дисків Bonfire. Деякі з пісень цього альбому раніше вже були випущені в альбомах Let There Be Rock та Highway to Hell.

## Трек-лист
1. «Dirty Eyes» — 3:21
2. «Touch Too Much» — 6:34
3. «If You Want Blood You Got It» — 4:26
4. «Back Seat Confidential» — 5:23
5. «Get It Hot» — 4:15
6. «Sin City» (live) — 4:53
7. «She's Got Balls» (live) — 7:56
8. «School Days» — 5:21
9. «It's A Long Way To The Top (If You Wanna Rock 'n' Roll)» — 5:16
10. «Ride On» — 9:44

## Музиканти
- Малколм Янґ — ритм-гітара
- Анґус Янґ — електрогітара
- Бон Скотт — вокал
- Філ Радд — барабани
- Вільямс Кліфф — бас-гітара
- Марк Еванс — бас-гітара (1, 8, 9, 10)